# Groenhove (Waregem)
Groenhove, oorspronkelijk Villa Gernay, was een villa in cottagestijl met parktuin gelegen in de Henri Lebbestraat 3 te Waregem.

## Geschiedenis
Groenhove werd gebouwd in opdracht van weefproducent Alphonse Gernay in 1904. 
In de jaren 1960 werd een feestzaal aangebouwd en doet het hoofdgebouw dienst als parkhotel "Groenhove". 
Het complex wordt in 2007 gesloten en meegenomen in een bouwcomplex.

## Erfgoed
Het oorspronkelijke gebouw bestond uit 2 bouwlagen op een verhoogde kelderverdiep opgetrokken in blote baksteen. 
Later werd het gebouw wit geschilderd. Het dak werd bedekt met zwarte leistenen. 
In 1908 werd het verbouwd en werd de woning verbonden met het bijgebouw. 